# 林起元 (崇禎進士)
林起元（？—1638年），字斗建，山東登州府寧海州文登縣人，明朝政治人物。

## 生平
崇禎六年（1633年）癸酉科山東鄉試舉人，十年（1637年）丁丑科進士。礼部觀政，本年十二月授直隸南宮縣知縣，十一年（1638年）清軍入關騷擾，破南宮，林起元夫妻殉難。

## 家族
曾祖林材，德府奉祀正；祖林凤毛，寿官；父林向高，正贡。